# الدوير (طركونة)
الدُّوَير أو (نقحرة: ألدوفر) هي بلدية في مقاطعة طركونة، في قطلونية في إسبانيا.
كان هناك خط سكة حديد RENFE من طرطوشة إلى الكنائس وسرقسكى والذي كان يمر عبر هذه المدينة حتى عام 1973.  ثم فُكِّكَ هذا الخط نتيجة لتقرير البنك الدولي لعام 1962 الذي نصح الدولة الإسبانية بتركيز الاستثمار في الخطوط العظيمة والتخلي عن السكك الحديدية الأقل ربحية التي تربط المناطق الريفية. منذ إنهاء الخط ، ثم سحِبت القضبان وأصبحت مباني محطة قطار الدوير مهجورة.